# 22955 Tibees
22955 Tibees è un asteroide della fascia principale. Scoperto nel 1999, presenta un'orbita caratterizzata da un semiasse maggiore pari a 2,777148 UA e da un'eccentricità di 0,116408, inclinata di 21,660718° rispetto all'eclittica. Ha un diametro di 16,492 km, un periodo di rotazione di 11,7722 ore e un'albedo di 0,046.